# Candy Stripers
Candy Stripers és una pel·lícula pornogràfica del 1978 del director Bob Chinn i protagonitzada per Nancy Hoffman i Sharon Thorpe. La pel·lícula és una comèdia sobre les trobades sexuals que tenen els voluntaris de l'hospital amb pacients i personal de l'hospital. El títol prové del terme candy striper, que és un terme estatunidenc per als voluntaris de l'hospital, que tradicionalment portaven un uniforme de ratlles vermelles i blanques que s'assemblava a caramel amb ratlles.

## Argument
És l'últim dia a la feina de la voluntària de l'hospital Sharon (Nancy Hoffman). Quan els voluntaris es reuneixen a l'inici del dia, la cap voluntari Sarge (Sharon Thorpe) s'adona que Sharon està absent. Sarge troba la Sharon fent sexe oral amb un metge i la porta de tornada a la feina. A mesura que els voluntaris compleixen les seves funcions, tenen diverses trobades sexuals amb els pacients i el personal.
Al final del dia, el personal i els pacients celebren una festa per la Sharon que marxa. Sarge entra. Quan la Sharon s'enfronta a la Sarge i l'anomena "pruda", la Sarge reacciona tirant-se el vestit i obligant a la Sharon a complaure-la. La festa es converteix ràpidament en una orgia sexual.

## Producció
Richard Pacheco va fer el seu debut a la pel·lícula. L'ansietat per actuar a la seva primera pel·lícula l'havia fet sortir urticària. Durant la seva escena amb Nancy Hoffman va tenir grans dificultats per mantenir la seva erecció.

## Recepció
Candy Stripers va ser introduïda per la X-Rated Critics Organization al seu Saló de la Fama. La revista Screw la va considerar "la millor pel·lícula de sexe del 1978". El juliol de 2008, Terminal Press va llançar una versió d'edició limitada de la pel·lícula en còmic, escrita per Brian Ferrara .

## Escenes eliminades
Candy Stripers inclou dues escenes de penetració amb el puny, que s'editen a partir d'algunes versions de la pel·lícula. Segons els crítics, les escenes s'editen a partir de la pel·lícula principal del llançament del DVD, però s'inclouen com a característiques ocultes que es poden trobar per separat.

## Seqüeles
- Candy Stripers 2 (1985)
- Candy Stripers 3 (1986)
- Candy Stripers 4 (1990)
- Candy Stripers 5: The New Generation (1999)